# S.R.I. und die unheimlichen Fälle
S.R.I. und die unheimlichen Fälle (Kaiki daisakusen / Kaiki S.R.I. / Operation: Mystery!) ist eine 26-teilige japanische Mystery-Serie aus den Jahren 1968 bis 1969, die in Farbe aufgenommen wurde. Regie führte für 5 Folgen Toshihiro Iijima. 7 der 26 Folgen wurden von Shōzo Uehara geschrieben. S.R.I. steht für Science Research Institute, eine Spezialeinheit, welche der Polizei bei unheimlichen und übersinnlichen Fällen half. Es war eine Art japanische Akte X der 1960er und 1970er Jahre.

## Handlung
Das S.R.I. ist eine kleine Gruppe von Agenten unter der Leitung von Tadashi Matoya, deren Hauptquartier ein Institut mit modernster wissenschaftlicher Ausstattung in Tokio ist. Häufig wendet sich Inspektor Machida von der Kriminalpolizei an das S.R.I., wenn anscheinend unlösbare Fälle vorliegen. Unter den Agenten können vor allem der nachdenkliche, intellektuelle Maki und zuweilen der emotionaler auftretende Misawa mit naturwissenschaftlichen Kenntnissen zur Aufklärung beitragen, während der öfters mit komischen Einlagen auffallende Nomura der beste Autofahrer und Pilot der Gruppe ist. Saori arbeitet zumeist als Sekretärin und muss viel Kaffee servieren, doch immerhin kann sie als Photographin und manchmal im Außeneinsatz wichtige Details der Fälle herausfinden. Matoya ist als Chef eher kollegial und zurückhaltend, wobei er manche Kriminalfälle dank seines Wissens über die Verbrecherbiographien und die Psychologie der Täter lösen kann. Selbst in Konfrontation mit brutalen Tätern und überlegenen Gegnern verwenden die Agenten des S.R.I. fast nie Schusswaffen, sondern verlassen sich im Notfall auf ihre Fähigkeiten im Kampfsport. In Ausnahmefällen setzen sie Strahlenwaffen und andere technische Hilfsmittel ein, wenn keine andere Möglichkeit besteht, Kriminelle und andere Bedrohungen auszuschalten.

## Episoden
Die Erstausstrahlung der Serie war in Japan vom 15. September 1968 bis 9. März 1969. In Deutschland wurde bisher nur eine Auswahl von 13 Episoden ausgestrahlt – die Erstausstrahlung fand auf dem ZDF zwischen 14. Juli und 6. Oktober 1971 (nicht in Originalreihenfolge) statt.
Deutschsprachiger Titel Originaltitel
| Nr. | Deutscher Titel                        | Originaltitel                           | Erstausstrahlung Japan | Deutschsprachige Erstausstrahlung (D) |
| --- | -------------------------------------- | --------------------------------------- | ---------------------- | ------------------------------------- |
| 1   | Wie ein Gespenst                       | 壁ぬけ男 (Kabe nuke otoko)              | 15. Sep. 1968          | 4. Aug. 1971                          |
| 2   | Der Kannibalen-Falter                  | 人喰い蛾 (Hito kui ga)                  | 22. Sep. 1968          | –                                     |
| 3   | Das weiße Gesicht                      | 白い顔 (Shiroi kao)                     | 29. Sep. 1968          | –                                     |
| 4   | Tod am Telefon                         | 恐怖の電話 (Kyoufu no denwa)            | 6. Okt. 1968           | 29. Sep. 1971                         |
| 5   | Schlaflied des Todes                   | 死神の子守唄 (Shinigami no komoriuta)   | 13. Okt. 1968          | –                                     |
| 6   | Vampirhölle                            | 吸血地獄 (Kyuuketsu jigoku)             | 20. Okt. 1968          | –                                     |
| 7   | Die Frau mit dem blauen Blut           | 青い血の女 (Aoi chi no onna)            | 27. Okt. 1968          | –                                     |
| 8   | Der Tote vom Berg Aso                  | 光る通り魔 (Hikaru toorima)             | 3. Nov. 1968           | 21. Juli 1971                         |
| 9   | Der Kopf, der einen Spaziergang machte | 散歩する首 (Sampo suru kubi)            | 10. Nov. 1968          | –                                     |
| 10  | Das Signal des Todes                   | 死を呼ぶ電波 (Shi o yobu dempa)         | 17. Nov. 1968          | –                                     |
| 11  | Des Jaguars Augen sind rot             | ジャガーの眼は赤い (Jagâ no me wa akai) | 24. Nov. 1968          | 22. Sep. 1971                         |
| 12  | Der Fluch der Samurai                  | 霧の童話 (Kiri no douwa)                | 1. Dez. 1968           | 15. Sep. 1971                         |
| 13  | Galgen aus Eis                         | 氷の死刑台 (Koori no shikeidai)         | 8. Dez. 1968           | –                                     |
| 14  | Gute Nacht                             | オヤスミナサイ (Oyasuminasai)           | 15. Dez. 1968          | –                                     |
| 15  | Krieg auf eigene Faust                 | 24年目の復讐 (24 nen me no fukushuu)    | 22. Dez. 1968          | 25. Aug. 1971                         |
| 16  | Der Wieselschnitt                      | かまいたち (Kamaitachi)                 | 29. Dez. 1968          | –                                     |
| 17  | Die weißen Hände von Hai-ke            | 幻の死神 (Maboroshi no shinigami)       | 5. Jan. 1969           | 1. Sep. 1971                          |
| 18  | Die Stimme aus dem Jenseits            | 死者がささやく (Shisha ga sasayaku)     | 12. Jan. 1969          | 8. Sep. 1971                          |
| 19  | Die Fledermäuse von Herrn Iwai         | こうもり男 (Koumori otoko)              | 19. Jan. 1969          | 18. Aug. 1971                         |
| 20  | Dianas Pfeile treffen immer            | 殺人回路 (Sarsujin kairo)               | 26. Jan. 1969          | 11. Aug. 1971                         |
| 21  | Die Schöne und die Pollen              | 美女と花粉 (Bijo to kafun)              | 2. Feb. 1969           | –                                     |
| 22  | Die Spur des Todes                     | 果てしなき暴走 (Hateshinaki bousou)     | 9. Feb. 1969           | 6. Okt. 1971                          |
| 23  | Die verfluchte Vase                    | 呪いの壺 (Noroi no tsubo)               | 16. Feb. 1969          | –                                     |
| 24  | –                                      | 狂鬼人間 (Kyouki ningen)                | 23. Feb. 1969          | –                                     |
| 25  | Ich will Kyoto kaufen                  | 京都買います (Kyouto kaimasu)           | 2. März 1969           | 14. Juli 1971                         |
| 26  | Die Frau im Schnee                     | ゆきおんな (Yukionna)                   | 9. März 1969           | 28. Juli 1971                         |

## DVD-Veröffentlichung
2013 wurde von Pidax Film eine DVD-Box mit allen 13 deutsch synchronisierten Episoden veröffentlicht. Da auf das Sendematerial des ZDF zurückgegriffen wurde, verfügen die Folgen ausschließlich über deutschen Ton. Eine zweite Box mit den restlichen 12 Episoden, die bisher nicht in Deutschland veröffentlichten wurden, kam 2014 in den Handel. Die Folgen liegen in dieser Box alle im Original vor und wurden mit Untertiteln versehen. Für die Episode Kyouki ningen gibt es keine international gültige Lizenz, sodass diese nur im japanischen Original zu sehen ist.